# Homecoming: The Live Album
Pour les articles homonymes, voir Homecoming.
Albums de Beyoncé
Everything Is Love
(2018) The Lion King: The Gift
(2019)
Homecoming: The Live Album est un album live de la chanteuse américaine Beyoncé, sorti en 2019. Il regroupe la performance de l'artiste, enregistrée un an plus tôt au Coachella Festival. La sortie de l'album accompagne celle d'un documentaire du même nom réalisé par Beyoncé elle-même et sorti sur Netflix.

## Liste des titres
Sources : site officiel de Beyoncé
| 1.     | Welcome (introduit par Slater Thorpe)                           | - Beyoncé - Quincy Jones - Charles Emanuel Smalls - Michael Cooper - Asheton Hogan - Kendrick Lamar Duckworth - Anthony Tiffith - Michael Williams - Shawn Carter - Elbernita Clark - Ernest Dion Wilson | 3:16 |
| 2.     | Crazy in Love                                                   | - Beyoncé - S. Carter - Richard Harrison - Eugene Record - Dwayne Carter - Terius Gray - Byron O. Thomas - Timothy Mosley - Sean Michael Anderson - Stanley Kirk Burrell - Ernest Clark - James Johnson - Alonzo Miller - Marcos Palacios | 2:47 |
| 3.     | Freedom                                                         | - Jonathan Coffer - Beyoncé - Carla Williams - Arrow Benjamin - Duckworth - Frank Tirado - Alan Lomax - John Lomax, Sr. - Calvin Broadus - Awood Johnson - Craig Lawson - Corey Miller | 1:54 |
| 4.     | Lift Every Voice and Sing                                       | James Weldon Johnson | 2:09 |
| 5.     | Formation                                                       | - Beyoncé - M. Williams - Khalif Brown - Hogan | 4:23 |
| 6.     | So Much Damn Swag (interlude)                                   | Beyoncé | 0:59 |
| 7.     | Sorry                                                           | - Diana Gordon - Sean "MeLo-X" Rhoden - Beyoncé - Scott Storch - Robert Waller | 6:34 |
| 8.     | Kitty Kat                                                       | - Pharrell Williams - S. Carter - Beyoncé | 0:42 |
| 9.     | Bow Down                                                        | - Gordon - Rhoden - Beyoncé - S. Carter - Kirk Andre Bennett - Miguel Collins - Mike Dean - Bobby Dixon - Ebony Naomi Oshunrinde - Jacques Webster - Demacio Castellon - Chris Godbey - Leslie Jerome Harmon - Garland Waverly Mosley, Jr. - Mosley | 1:28 |
| 10.    | I Been On                                                       | - Beyoncé - Jamal Jones - Mosley - Jonatan "Anonymous" Solonne-Myvett - Theron Thomas - Timothy Thomas - Sonny Corey Uwaezuoke - Craig Bazile - Percy Miller - Mia Young | 2:40 |
| 11.    | Drunk in Love                                                   | - S. Carter - Rasool Díaz - Noel Fisher - Harmon - Beyoncé - Mosley - Andre Proctor - Brian Soko - James Edward Fauntleroy II - Godbey - Miguel Jontel Pimentel - Justin Timberlake - James H. Shelton - Alviticus Bryant - Kevin Michael Erondu - Michael Gordon - Jared Rice - Sedarius Spearman - Keishaun Patrick Watts - Amund Bjørklund - Mikkel Eriksen - Tor Hermansen - Espen Lind - Shaffer Smith                                                                  | 4:14 |
| 12.    | Diva                                                            | - Shondrae Crawford - Sean Garrett Hamler - Beyoncé - Aubrey Graham - Anthony Palman - Matthew Samuels - Noah Shebib - Odis Flores - S. Carter - Mosley | 2:46 |
| 13.    | Flawless / Feeling Myself                                       | - Beyoncé - Chauncey Hollis - Raymond Martin - Rashad Muhammad - Terius Nash - Onika Maraj - Solána Rowe - Bennett - Collins - Dean - Dixon - Oshunrinde - Webster - Sharon Kaye Abshire - Graham - Bernard Joseph Gerard - Shebib - Marvin Thomas - Justin Garner - Antoine McColister - William Roberts - Nayvadius Wilburn - M. Williams - Jordan Carter - Jordan Jenks - Symere Woods - Marquis King - Manuel Alvarenga - André Benjamin - Patrick Brown - Antwan Patton | 3:58 |
| 14.    | Top Off                                                         | - S. Carter - Wilburn - Denisia Andrews - Brittany Coney - Khaled Khaled - Beyoncé - Joe Zarillo | 1:23 |
| 15.    | 7/11                                                            | - Adrian Bruesch - Fisher - Beyoncé - Sidney Swift - Graham - Leland Tyler Wayne - Wilburn | 3:04 |
| 16.    | Bug a Boo Roll Call (interlude)                                 | - Beyoncé - Burt Bacharach - Jahron Brathwaite - Ingrid Burley - S. Carter - Hal David - Floyd Nathaniel Hills - Khaled - Ian Dench - Eriksen - Amanda Ghost - Hermansen - Makeba Riddick - Chad Hugo - P. Williams | 1:58 |
| 17.    | Party                                                           | - André Benjamin - Jeffrey Bhasker - Douglas Davis - Beyoncé - Dexter Mills - Ricky Walters - Kanye West | 3:48 |
| 18.    | Don't Hurt Yourself                                             | - Jack White - Beyoncé - D. Gordon - James Page - Robert Plant - John Paul Jones - John Bonham | 4:17 |
| 19.    | I Care                                                          | - Bhasker - Hugo - Beyoncé | 4:09 |
| 20.    | Partition                                                       | - Dean - Beyoncé - Mosley - Nash - Timberlake - Harmon - Dwane Weir II | 2:19 |
| 21.    | Yoncé                                                           | - Dean - Harmon - Beyoncé - Mosley - Nash - Timberlake | 1:08 |
| 22.    | Mi gente (featuring J Balvin)                                   | - Ashadally Adam - Beyoncé - Mohombi Moupondo - Nash - José Alvaro Balvin - Suarez Ramirez - Echavarria Andrés Restrepo - Willy William - Sidney Brown - Graham - Shebib - Jordan Ullman - Weir - Diaz - Fisher - Sia Furler - Gregory Kurstin - Proctor - Soko | 2:57 |
| 23.    | Baby Boy                                                        | - S. Carter - Sean Henriques - Ini Kamoze - Beyoncé - Storch - Waller - Mario Antonio Dunwell - Adidja Palmer - Linton White - Davis - Quame Riley | 1:32 |
| 24.    | You Don't Love Me (No, No, No)                                  | - Euwart Asman Beckford - Joshua Bishop Kelley - Willie C. Cobbs - Winston Delano Riley - Ophlin Russell-Meyers | 1:12 |
| 25.    | Hold Up                                                         | - Thomas Wesley Pentz - Ezra Koenig - Beyoncé - Emile Haynie - Joshua Tillman - Uzoechi Emenike - Rhoden - Doc Pomus - Mort Shuman - DeAndre Way - Antonio Randolph - Kelvin McConnell - Brian Chase - Karen Orzolek - Nick Zinner | 0:46 |
| 26.    | Countdown                                                       | - Michael Bivins - Ester Dean - Julie Frost - Beyoncé - Cainon Lamb - Nathan Morris - Wanya Morris - Nash - Robert Shea Taylor - Karl Rubin Brutus - Rogét Chahayed - Julian Gramma - Shelley Massenburg-Smith - Miles Parks McCollum | 1:43 |
| 27.    | Check on It                                                     | - Angela Beyince - Kasseem Dean - Hamler - Beyoncé - Stayve Thomas | 1:16 |
| 28.    | Déjà Vu (featuring Jay-Z)                                       | - S. Carter - Rodney Jerkins - Beyoncé - Kellie Price - Riddick - Delisha Thomas - John Webb, Jr. - Fela Anikulapo Kuti - Manu Dibango - Thomas R. Brenneck - Sean Combs - Levar Coppin - Michael Joseph Deller - David Anthony Guy - Deleno Matthews - Leon Michels - Gabriel Roth - Homer Steinweiss - Hamler - . Williams | 4:50 |
| 29.    | The Bzzzz Drumline (interlude annoncée par Slater Thorpe)       | - Beyoncé - Derek Dixie - Bzzzz Drumline - Harold Lilly, Jr. - Elvis Williams - Pastor Troy - George Clinton Jr. - Grace Cook Hazel - Corey J. Johnson - Marrico D. King - Ralph Leverston - Martin Wondosas - Demetrius Hubert | 3:10 |
| 30.    | Run the World (Girls)                                           | - Beyoncé - Nash - Palmer - Pentz - David James Andrew Taylor - Nick van de Wall - Beyince - Solange Knowles - Jesse Rankins - Eddie Smith III - Jonathan Wells - R.S. Taylor - Jackie Jackson - Michael Jackson | 3:53 |
| 31.    | Lose My Breath (avec Kelly Rowland & Michelle Williams)         | - Beyoncé - Fred Jerkins III - Rowland - LaShawn Daniels - Michelle Williams - R. Jerkins - Hamler - S. Carter - Beyince - Don Davis - Patrick Denard Douthit - Eddie C. Robinson | 1:31 |
| 32.    | Say My Name (avec Kelly Rowland & Michelle Williams)            | - Beyoncé - Jerkins III - Rowland - Daniels - LaTavia Roberson - LeToya Luckett - R. Jerkins | 1:52 |
| 33.    | Soldier (avec Kelly Rowland & Michelle Williams)                | - Beyoncé - Clifford Harris - D. Carter - Rowland - Michelle Williams - Harrison - Dean Garrett - Bobby Byrd - S. Carter - Justin Gregory Smith - John Cocker - Woodrow Cunningham - Norman Durham - Mikel Hooks - Ronald Hudson - Christopher Stainton - Larry Troutman - Roger Troutman - Davis - Donald Fletcher - Weldon Parks | 2:11 |
| 34.    | Get Me Bodied                                                   | - Beyoncé - K. Dean - Hamler - Beyoncé - S. Knowles - Riddick - Jerome Temple - Orville Erwin Hall - Phillip Glen Price - Chadron Moore - Jasiel Robinson - King Solomon Logan - Harmon | 4:23 |
| 35.    | Single Ladies (Put a Ring on It)                                | - Thaddis Harrell - Beyoncé - Nash - Christopher Stewart | 3:27 |
| 36.    | Lift Every Voice and Sing (Blue's version avec Blue Ivy Carter) | James Weldon Johnson | 1:42 |
| 37.    | Love on Top                                                     | - Beyoncé - Nash - R.S. Taylor - Cooper | 3:47 |
| 38.    | Shining (Thank You)                                             | - Bacharach - Brathwaite - Burley - S. Carter - David - Hills - Khaled - Beyoncé | 2:39 |
| 102:33 |                                                                 | |      |

| Titres bonus enregistrés en studio | Titres bonus enregistrés en studio | Titres bonus enregistrés en studio                                                           | Titres bonus enregistrés en studio   | Titres bonus enregistrés en studio | Titres bonus enregistrés en studio | Titres bonus enregistrés en studio | Titres bonus enregistrés en studio | Titres bonus enregistrés en studio | Titres bonus enregistrés en studio |
| No                                 | Titre                              | Auteur                                                                                       | Producteurs                          | Durée                              |                                    |                                    |                                    |                                    |                                    |
| ---------------------------------- | ---------------------------------- | -------------------------------------------------------------------------------------------- | ------------------------------------ | ---------------------------------- | ---------------------------------- | ---------------------------------- | ---------------------------------- | ---------------------------------- | ---------------------------------- |
| 39.                                | Before I Let Go                    | - Frankie Beverly - Larry Blackmon - Tomi Jenkins - Jerome Temple - Beyoncé                  | - Tay Keith - Beyoncé - Dixie (add.) | 4:01                               |                                    |                                    |                                    |                                    |                                    |
| 40.                                | I Been On                          | - Beyoncé - Jamal Jones - Mosley - Solonne-Myvett - Theron Thomas - Timmy Thomas - Uwaezuoke | - Timbaland - Harmon (co.)           | 2:25                               |                                    |                                    |                                    |                                    |                                    |
| 108:57                             |                                    |                                                                                              |                                      |                                    |                                    |                                    |                                    |                                    |                                    |

## Samples
- Formation contient un extrait du discours That Blackness de Nina Simone de février 2013.
- Don't Hurt Yourself contient un extrait du discours Who Taught You to Hate Yourself de Malcolm X" du 5 mai 1962 à Los Angeles.
- Run the World (Girls) contient un extrait du discours We Should All Be Feminists de Chimamanda Ngozi Adichie de décembre 2012.
- Before I Let Go contient des samples de Get Ready Ready de DJ Jubilee et Before I Let Go de Maze featuring Frankie Beverly et une interpolation de Candy de Cameo.

## Certifications
| Pays              | Certification | Unités certifiées |
| ----------------- | ------------- | ----------------- |
| États-Unis (RIAA) | Or            | 500 000           |